# 護樹騎士団物語
『護樹騎士団物語』（ごじゅきしだんものがたり）は、水月郁見による日本のライトノベル。イラストは鈴木理華が担当している。トクマ・ノベルズEdge（徳間書店）にて2005年4月から刊行されている。

## 世界観
本書の舞台であるミルソーティアは、多元宇宙に浮かぶ地球のひとつであり「真貴族」と呼ばれる支配者集団を頂点に貴族が支配する封建社会である。現実世界と比べて科学技術は優れている面もあるが社会制度では強固な身分制社会で4000年前から社会全般に進歩が全くない。かつては次元回廊網で結んで他の地球を植民地にしていたが、4000年前に＜大接触＞と呼ばれる対消滅により、次元回廊網は寸断され地表の3分の2を破壊された。

## あらすじ
主人公の少年リジューは、物心ついたときから父親と供に巡礼として各地を放浪する生活を続けていた。12歳になった時、突如父親から別れを告げられ、一人ぼっちになってしまう。分けが分からず父の後を追いかけ探し出そうとするが、その地の衛兵に追われ、また、城兵に逃亡領民と間違われ、拘束される。ところが、そこへ黒兜師団と名乗る軍団が侵攻しており、城の人々とともに捕らわれ、殺されそうになってしまう。しかし、謎の喋る黒猫「ノワール」に助けられ、領主とその息子しか動かせないはずの守護騎を操縦し、何とか撃退することに成功する。が、なんと城の人々に死んだ引きこもりの領主の息子“エミュール”と誤解されてしまう。それを利用してディオデイト家の存続を企むオゾンに、死んだ領主の息子の代わりとして新しい領主として立てと諭されるが――――。

## 登場人物

### ディオデイト伯爵待遇子爵家
リジュー・グレネル・ラファル（エミュール・ヴィー・ディオデイト）
主人公。父親から学問と剣術を学び12才までは平凡な巡礼の子だったが、ディオデイト城襲撃に居合わせてしまい、ディオデイト家に代々伝わる守護騎を操縦して敵を撃退する。そのことから、本人にその気はなかったにもかかわらず、ディオデイト家の一人息子“エミュール”となってしまう。現在では戦勲により伯爵待遇子爵公子。命の恩人であるアシュレイ・ジュード少尉に憧れ、護樹騎士団団員となるため幼年学校候補生として奮闘中。16歳の成人を以て伯爵に昇格予定。その出生には秘密がある。
温厚であまり自己主張せず、心に語りかけてくる〈騎士の規範〉なる声に従って誠実な行動を常としているが、負けず嫌いの側面もあり、競い合いになると途端に熱くなってしまう事も多々ある。当初は優柔不断な側面や幼い面が目立ってしまい、それが祟って取り返しのつかない事も起きた。
リジューとエミュールは体格や年齢、瞳の色は同じだったが、リジューが金髪であるのに対しエミュールは黒髪だったため、染粉を使用して髪を黒色に染めている。
主な搭乗守護騎は『シュペル・アンヴァイール』、『エール・アンブラッゼ一号機』等。
ノワール
喋る黒猫。エール・アンブラッゼ一号機有機体プローブ。〈蒼い螺旋の騎士〉とリジューを呼び、シュペル・アンヴァイールに搭乗させた。4千年以上生きているらしく、高い知能を持ち、人間臭い会話や仕草さえできる。目から電気の放電が可能で、これによって殺されそうになったリジューを救ったり、ディオデイト家の守護騎『シュペル・アンヴァイール』に搭乗可能にさせている。
オートリーブ・オゾン
ディオデイト家を取り仕切る紋章官。ディオデイト家の断絶を避けるためにリジューをディオデイト家の世継ぎエミュールに仕立て上げる。貴族、特に上級貴族に対して憎悪の念を持っているようである。ミルソーティアの最高学府カーン中央大学法学部を首席で卒業した秀才。二級学士。額に三日月のような傷跡がある。
トゥール・ノアン
ディオデイト家の元女官長。リジューより3歳年上の18歳。没落した中央大陸高原の領主イア子爵家の第一公女。正式名はアミエル・トゥール・ノアン・イア。ディオデイト家では幼名と家名を除けて名乗っていた。没落し領主で無くなっても、故郷のバシュトゥーンの民から慕われている。
故郷のかつてのイア家の居城に残されていた守護騎にリジューたちと共に搭乗して逃走中に、突然血を吐いて倒れ意識を失った。その後、リジューが〈黒い旋風〉の洋上艦に乗っている医者に診察してもらったところ、長年にわたって胃潰瘍を患っていたことが判明し、緊急手術を受けて一命を取り留めた。その後、リジューたちがカーンに帰還する時にも意識は戻らず、そのまま〈黒い旋風〉の洋上艦に残された。その後、艦橋要員となったようである。
カパーフィルド
ディオディト家技術家職棟梁（守護騎整備担当）。初老で痩せているが、それを感じさせないほどの逞しい言葉を喋り、オゾン以外でエミュール（リジュー）の正体を知る数少ない人物。
ディオデイト子爵
西方大陸北西部アーマンディー・サッシェの領主で平凡な田舎貴族。この地方の貴族検事を務めており、職務上賄賂を集めることが可能であったが受け取っていなかったため高潔で清廉な人物と評されている。しかし、立場を利用して違法な考古学研究を趣味を超えた範囲で行っており、偶然手に入れた“ある物”がイェヅツ公爵の探していた物であったために、黒兜師団に居城を事故に見せかけて襲撃されて死亡した。後継者の養育を半ば放棄したり、領地の防衛すら疎かにしていたことから、学者肌ではあったが、良き領主とは必ずしも言えなかったようである。もっとも、ディオデイト家を巡る諸事情から達観していただけかもしれない。
エミュール・ヴィー・ディオデイト
本物のディオデイト家の世継ぎ。リジューと同年齢の当時12歳。引きこもりで人見知りであったため家中であっても少数の者にしか顔を知られていなかった。父と同じく黒兜師団の襲撃により死亡した。
サンザ
ディオデイト家の執事頭。ディオデイト家の守護騎シュペル・アンヴァイールから降りたリジューをエミュールでないと知りながら、「世継ぎ様」と呼び、周囲に信じ込ませた。勤続40年以上ディオデイト家に仕えていたが、リジューを庇って死亡した。

### 護樹騎士団

#### 護樹騎士団幼年学校第19987期新入生
ビアン・ネメ・ミラボー
西方大陸エメインのミラボー伯爵家公女。護樹騎士団幼年学校初の女子候補生。年齢はリジューの一つ上。
気性が激しく、自分を女として扱われる事を嫌う。最初はリジューをライバル視していたが、事件に巻き込まれ行動を共にしていく内に彼を意識しだす。正しく“ツンデレ”の人物と言える。別に男装の麗人というわけでは無く、ちゃんとスカートを穿いている。
口癖は「蹴り殺すぞ」「うつけ者」等。自らの事を「姫としては落ちこぼれ」と吐露している。
生身では剣や槍による速く鋭い突きと回し蹴りを得意としており、守護騎に乗ってさえ同じ技を宙空で行って戦うなど、守護騎を操る能力に関して誰もが認めるほどの技量の持ち主。女性であるためか、体力面において劣る所もある。
一人娘であるため、騎士ではなく、婿を取るための修行に専念するよう父や家臣から説得されている。
搭乗守護騎は、白銀の守護騎『ブランデアンジュ』。
ジャン・ルイ・ディラック
東エクス・レ・バン出身。ディラック男爵家第一公子。金で男爵位を買った大商人の息子。母は元公爵家令嬢。<会>ではビアンの練習相手を務めていた。商人繋がりなのか、ヌーサ・クロウとも友人である。年齢はリジューの三つ上。
銀髪で長身の少年。女性の扱いがうまく、候補生の誰よりも“大人”のスタンスを取っている。高慢な貴族を嫌っており、貴族らしくない主人公を気に入り、入団競技会では度々助けている。入団後は頼れる兄貴分、もしくは親友といった関係になる。
搭乗守護騎は、『スレイプニール・ヴァイオレット』。
イヴァン・ドゥ・アンヴァンシブル　通称：<侯爵>
北方大陸エトレタット出身。侯爵家第一公子。年齢はリジューの一つ上。
肩まで伸びる金髪の長身の少年。理想主義者で自信家。リーダーシップに優れ、守護騎の腕も優秀で精密射撃が得意。「騎士の規範」にうるさく、周囲には少し煙たがられている。思想の相容れないヴィガンとは犬猿の仲で、事あるごとに火花を散らしている。
リジューを最初「好色」と呼び嫌っていたが、その後の事件での行動や言葉等をきっかけに主人公の実力を認め、戦友の間柄となる。
ステファン・ザカリアス5世　通称：<猿>
南方大陸出身。伯爵家第一公子。身が軽く、機械工学にも詳しい。小柄な少年。領地が岩山ばかりらしく、領地に居た頃は岩登りしてよく遊んだらしい。無駄口や弱音を時折吐くが、その身軽さによって候補生達を度々窮地から救っている。
シャトーネイジ・ギルヴィネット。
北島出身。子爵家第一公子。銀髪で長身の少年。幼年学校入学前は医学を専攻しており、候補生達の中で怪我人や病人が出た時などは、彼がよく面倒を見ている。
カルム・リズヴォーグ
北方大陸南アニスボー出身。短い金髪の少年。<ジェニュインの双子>に想いを寄せており、彼の領地の城の寝室には彼女らの肖像画が10枚もあるという、いわゆる大“ファン”。常に彼女らの肖像画をロケットに入れてペンダントとして持ち歩いている。サーフィンが得意で、リジューやジャン・ルイに波乗りを教えた。
フェイノ・ファッチ・メーノウ
中央大陸パンコール・ラウト出身。父は貴族弁護士。茶髪で鷲鼻の少年。言葉に中央大陸訛りがある。
ギュンシュエ・フューラー
痩身で禿頭、切れ長の目の少年、ある教義に帰依している。他の候補生のグループと積極的に付き合おうとはしないが、常に沈着冷静を保っており、頼れる存在。
アプト・ルールマラン
設計の知識に明るい大柄な少年。
メネルブ・メイル
赤毛の少年。領地が牧場だらけらしく、投げ縄が得意。
ヴィガン・ゴタート・スルメール
胸板の厚い黒髪の少年。普段から「騎士団に入団したのは家の繁栄と出世のため。」と公言して憚らない為、対極的な思想を持つ＜侯爵＞と成績その他で事あるごとに対立する。父親とも折り合いが悪いようである。ビアンに交際を申し込んだこともあった。

#### 護樹騎士団・士官
アシュレイ・ジュード少尉
護樹騎士団初級先任士官。男爵家第一公子。『騎士団への道』の著者。エミュールの命の恩人で憧れの人であり、護樹騎士団を目指すきっかけとなった人物。
守護騎『レイム・ブルー』を駆る。
肩にかかる長い黒髪と青い瞳を持つ美形の騎士。
ヴァレリー・ラグランジュ大尉
幼年学校初年度主任指導教官。顔に微笑をたたえ、優しそうに見えるが、主人公や他の候補生曰く「それがくせ者」らしい。
バーゼル・ブラッカイマー大佐
護樹騎士団上級先任士官。幼年学校教頭。シールマンス大佐死亡後に大佐へと昇進、幼年学校校長となる。初めてあったリジューの顔を見て意外な反応を示している。ビアンを気に入り、陰ながら手助けをおこなっている。
トゥーツ・シールマンス大佐
幼年学校前校長。騎士としては引退してもおかしくない年齢。翔空艦にランスアージェントが衝突したことにより死亡。
カウフマン中佐
練習艦ノイエ・ムジークの艦長。翔空騎士ではない。シールマンス大佐とともに死亡。
エロン・ニ・イヴェール監察主査
20代後半の灰色の髪と細い眼、枯れ木のように細いが独特の空気の持ち主。
鳥瞰局の監察主査。騎士団の情報担当分析官。文官なので階級はない。

#### 護樹騎士団幼年学校生
タミト・シエルリヴェ准尉
護樹騎士団幼年学校三年生。エミュール達の指導学生でもある。
クロード・フィッツウィリム候補生
護樹騎士団幼年学校二年生。護樹騎士団入団競技会においてビル・アケムの次点だった。

### ミルソーティア征服府
ネフェシュ・アッパーウィル・スプランドゥル
征服府統合執政官。征服府の事実上の支配者である＜真貴族＞の先導者（別名:征服者）。
『高慢なる恥知らずの策謀家』と一部からは呼ばれている。
ギドロストロイ
有力＜真貴族＞。

#### 黒兜師団
イェヅツ公爵
年齢不詳で中性的な容姿と声の持ち主。ミルソーティア征服府一級官僚。
ネフェシュ・アッパーウィル・スプランドゥルの勅命を受け、黒兜師団を率いてディオデイト城を襲撃し、本物のディオデイト一族を死亡させた人物。
ディオディト城だけではなく、第7ヌメラエントリや北アニスボー、旧イア家領など各地で暗躍しているようである。
ビル・アケム少尉
黒兜師団の若き幹部。統制騎士。男爵家第一公子。護樹騎士団幼年学校に合格したものの残忍な性格から入学を拒否された過去を持つ。
剣の実力や守護騎の操縦の腕は天才級で、リジューを度々窮地に追い詰める主人公のライバル的存在。外伝作品である「イグドラジル -界梯樹-」にも登場しており、年齢を経て成長したおかげか今のような残忍さは減り、正々堂々とした騎士らしい人物に近くなっている。
新型守護騎『エクリプス』に搭乗する。
ヴァディス司教
黒兜師団の有力者。

#### 徴税局
レスパス・ブラッサンス公爵
ミルソーティア征服府一級官僚。徴税局調査官。初回登場時から1年後に徴税局長官に就任する。オゾンとは大学の同期で何らかの因縁がある。
有力貴族出身であるため、貴族界と征服府の板挟みにあっているらしく、イェヅツ公爵から警戒されている。
クラウス・リーボヴィッツ誘導官
ミルソーティア征服府一級官僚。徴税軍＜紅警兵団＞誘導連隊首席連絡参謀。首席調査官直属誘導官。平民の出で一級官僚になるのは珍しい。
イェヅツの命令によって解き放った蹂躙鬼『テグー』暴走、第六徴税艦隊全滅の責任を全て負わされて、征服府に指名手配された。
ヒュー・ゴーメッツ首席徴税官
第六徴税艦隊司令。首席徴税官。あちこちの貴族家に強制税務調査に押し入り、貴族家を幾つも潰している悪名高い人物
建造以来、千年間無敵を誇っている翔空戦艦アングラ・ド・エロイズモを旗艦として第六艦隊を率いている。
あちこちの貴族に難癖をつけて徴収した税金をイェヅツ公爵に流していた。そのため、有力貴族出身であるブラッサンス公爵からは覚えが良くない。

### 黒い旋風
黒い旋風（仮称）
反政府秘密組織＜黒い旋風＞の首領。守護騎<ラファル・ノワール>を操り、神出鬼没の破壊活動を繰り広げる謎の男。リジューと何らかの関係があるらしい。
搭乗守護騎は『ラファル・ノワール』。
リタ・マノー
黒い旋風の首領の娘。首領の落とし胤であるため、母方の姓を名乗る。エミュール（リジュー）をなぜか兄さんと呼ぶ。
ディナンと共にエール・アンブラッゼの整備マニュアルと取扱説明書を管理している。
搭乗守護騎は『ラファル・ノワール』。
ディナン・カルダイヤック
黒い旋風の戦闘副官。リタと共にエール・アンブラッゼの整備マニュアルと取扱説明書を管理している。
ハンス・シュワルツフォーゲル
黒い旋風の技術顧問。
ハムザ・エル・アンピック
別名＜瑠璃界の美竜＞。エール・アンブラッゼの設計者。反政府秘密組織＜黒い旋風＞の創設者、イア家にエール・アンブラッゼを代々守護するよう伝えた人物でもある。外伝作品である「イグドラジル -界梯樹-」や作中でも取り上げられたアンピック子爵家の先祖と思われる。

### ミルソーティア貴族
イェニチェリ・ヴニーズ公爵
ヴニーズ家当主。シュエットの父。3人の妻に傅かれながら、女児しか得られなかった人物。
病床にありながら守護騎を操るなど非常に体を鍛えており、100万からなる民を率いるに相応しい人物。
ただし、長女シュエットに甘かったらしく、何時までも婿を決められなかったのでゾルバ・カザンザキスに付け入る隙を与えてしまった。
シュエット・ソル・ヴニーズ
ヴニーズ公爵家第一公女。年齢はリジューの一つ年上。西方大陸の大貴族ヴニーズ公爵家次期当主となる婿を探しており、理想は高い。
エミュール（リジュー）に惚れ込んでおり、彼を婿にと望んでいる。そのため何時までも婿が決まらず「わがまま姫」と家臣から言われている。
薄汚れ傷ついたエミュール（リジュー）を本人とは気づかないまま、雨に濡れるのも構わずに気遣い、傷を治療するよう命令するなど、貴族らしくも心優しい面を覗かせている。
それぞれ母親の違う妹が二人いる。妹の第二公女はソニア、第三公女はクロエ。
プリスティナ・シーラベル
北アニスボー連合領の盟主シーラベル伯爵家公女。年齢はリジューの二つ下。
姉のアンテプリマと共に<ジェニュインの双子>として北方大陸では絶大な人気を誇る。自分を狙っていた一族の仇をビアンの助力によって倒すことに成功したため、彼女に憧れに近い想いを抱いており、ビアンのような騎士になりたいと思っている。
彼女が身に付けているネックレスには、リジューの持っている「ある物」と似た物が付けられており、焼け落ちるシーラベル家の居城を写した映像に黒兜騎士団の翔空挺が映っていたり、姉のアンテプリマが焼死を免れた理由に喋る黒猫「ノワール」が関係している事から、リジューと同じくその血にはなんらかの秘密がある様子。
守護騎はシーラベル家の『ランスアージェント』。
アンテプリマ・シーラベル
<ジェニュインの双子>の姉。カーンにあるシーラベル家公館で焼き殺される所を、ちょうど通りかかった騎士団候補生のリジュー達に救い出された。しかし、その救い出された家の者の中に彼女の命を狙う暗殺者も混じっていたため、リジューやカリムら候補生の奮闘むなしく暗殺者の最後に放った吹き矢の毒によって死亡する。
セト・グリューネヴァルト
西方大陸屈指の大貴族グリューネヴァルト公爵家公子。<会>では特別指導を受けており、剣の筋も悪くないが幼年学校に3回受験して3回とも落ちている。騎士団に受かるため、様々な手でエミュール（リジュー）を翻弄してくる。
<会>では上達目覚しいビアンに抜かれたくないからと、練習相手にしようとしなかった。ビアンに思いを寄せているようだが全く相手にされていない。
搭乗守護騎は『デヴァステータ』。
ギヨール・ニュイ・エチエンヌ
エチエンヌ伯爵家第一公子。グリューネヴァルトの取り巻き。エミュールに敵意を持っており、入団競技会のリーグ戦の初戦で戦うことになる。
搭乗守護騎は『スコルピオ』。
ゾルバ・カザンザキス
カザンザキス男爵家当主。西方大陸の大貴族ヴニーズ家の傍流でヴニーズ第3家を名乗っていたが、評判芳しからぬ人物であったため現在の姓に変更させられた。
男子の跡取りがいないヴニーズ公爵家の当主の座を得られるよう徴税局と密約を交わしており、シュエットを第4夫人に迎えようとした。
搭乗守護騎は『サイクロプス』
ギオラ・カザンザキス
ゾルバ・カザンザキスの弟。子のないゾルバに代わり、ゾルバに所用があるときは代わりに守護騎に搭乗し、家の軍事力を維持してきた。汚れ仕事も担当している。
アッシュドット・イーツ
西方大陸中西部に領地を構えるイーツ子爵家の第一公子。幼年学校の入団競技会ではビアンに5秒で敗れている。イーツ子爵家は過去にカザンザキス家に暗殺依頼をしたことがあり、そのためギオラに脅されている。糖尿病で倒れた父の代わりにイーツ家の弱みを握るゾルバの公爵位継承を阻止するため、ヴニーズ領へ守護騎『スカーレット・ダガー』に乗りやってきた。しかし、ゾルバの部下に自分の守護騎の右腕を損傷させられ、絶体絶命の危機をエミュールたちに助けられる。それ以降、自身の目的達成のためにエミュールたちに協力する。
ウルリカ・イル・アンヴァシブル・ベアール
アンヴァンシブル侯爵家公女。<侯爵>の妹。ただし、養女であるため血の繋がりは無い。

### その他
エソワ・リュード
第一巻冒頭にのみ登場する失業中の紋章官。本書は彼が市場の露天商から手に入れた古いノートに記されたリジューの告白録である（書かれてからエソワが手に入れるまで10年経過していた）。
なお、エソワに言わせれば「あの頃は、いまよりまだマシだった」そうである。
エグル・J・ラファル
リジューの父。酔っ払う度に「父さんは昔、騎士だった。貴族に叙されるところまでいった。」とリジューに語っていた。リジューからは「大酒呑みのろくでなし」と評されている。暴力を振るわれても決して抵抗しない、曰く「騎士は弱い者に剣を抜かない」からであるらしい。黒兜師団によるディオデイト城襲撃の際に生き別れとなり、現在生死不明。
ヌーサ・クロウ
南エクス・レ・バン商会の跡取り息子。エミュール（リジュー）を気に入っており、自分の片腕として誘ったこともある。ジャン・ルイの友であるらしく、入団競技会でもリジューのピンチを彼から聞き、手助けを買って出た。剣の腕も立つ色黒の少年。
ザクィエル・アンヴァリット
北西部アーマンディー・サッシェの筆頭貴族フェカン伯爵家の次席紋章官。人身売買ギルドと結託して、隣接するディオデイト領の山賊を援助していた。
司法の場において人身売買ギルドの一件の全責任を押し付けられ、現在は行方不明になっている。
ゾッホ博士
第七ヌメラエントリの研究主任。＜復活計画＞を取り仕切るイェヅツ公爵を快く思っていない。

## 守護騎
シュペル・アンヴァイール
ディオデイト子爵家に200年前から代々伝わる守護騎。藍色でところどころ鈍い銀で装飾されている。体高18ヤールと比較的小型で装甲も薄く、MC機関の出力も大きくない。しかし＜秀逸なる侵入者＞という名前どおり瞬発力と機動性に優れ、兵装には長剣と20ミリヤール電磁砲を装備するなど強力な打撃力を有している。
ブランデアンジュ
ミラボー伯爵家の白銀の守護騎。＜装甲をつけた天使＞という意味。長槍を操り、シュペル・アンヴァイールの二回り以上上の加速性能と打撃力を誇る。
スレイプニール・ヴァイオレット
ディラック男爵家の守護騎。
デヴァステータ
グリューネヴァルト公爵家の守護騎。追尾流星や大口径長距離砲が装備可能な大型機で、アンヴァイールに匹敵する機動性を持つ。
スコルピオ
エチエンヌ伯爵家の守護騎。
マグニフィセント
ヴニーズ公爵家所有、万能攻撃型守護騎。格闘も強いが中距離誘導弾による『探知圏外攻撃』を得意とする。
ランスアージェント
シーラベル伯爵家の守護騎。
アーネスト・ブランシュ
元イア子爵家の守護騎。イア家が取り潰された後に旧イア子爵家を引き継いだザノス家は、費用を惜しんで認証登録をしていなかった。
スカーレット・ダガー
イーツ子爵家の守護騎。
エール・アンブラッゼ一号機
＜大接触＞以前に建造された護樹騎士団の制式航次元守護騎。＜真紅の翼＞という意味。＜螺旋の騎士＞のみが動かせる。2基のノワルステラで駆動する強力なMC機関、ヌメラエントリ・システムを使うことなく次元回廊を単独で渡るための航次元機関を内蔵している。しかし、主翼が外付けで大きすぎ、強力な電磁障壁盾は一度使い切ってしまうと、2基のノワルステラをもってしても充電に5時間かるなど欠点も多い。＜大接触＞以前の高度な技術を満載しているため非常に操縦が複雑である。したがって通常の守護騎とは異なり補助席は無く、複座で前席が操縦と攻撃、後席が空間探査と航法・装備の運用を担当する。
エクリプス
ビル・アケムが搭乗する黒兜師団の最新鋭守護騎。
シュエダゴン
征服府が所有する量産型守護騎。各領主が所有している守護騎と違い誰にでも操縦が可能だが、性能面では大きく劣る。主要な武器は、棍棒。
グリフ
ミルソーティア征服府徴税軍の制式量産型守護騎。
ラファル・ノワール
黒の旋風の所有する守護騎。黒の旋風の首領とその娘リタ・マノーが搭乗できる。

## 用語
守護騎
巨大人型戦闘機。各領地にそれぞれ一機ずつ存在し、戦争の際には領主が搭乗する。
基本的に各領地の中での最高戦力ということになっており、守護騎が戦闘不能になるということはすなわち戦争に負けるという事と同義になる。
パイロットは征服府翔空局によって各領地の領主の血族に限定されており、コクピット内には搭乗者を認識するシステムがブラックボックスとして組み込まれている。
登録されていない者が搭乗しようとすると、内部セキュリティシステムによって排除されてしまう。
界梯樹
次元回廊網で結ばれた多元宇宙に浮かぶ七つの地球の名称。<大接触>後、互いの連絡が途絶えた。
ミルソーティア
多元宇宙に浮かぶ地球のひとつで本書の舞台。地表の3分の2が焦土で残りの大半が海と中央大陸、囲うように東西南北に大陸がある。首都は、カーン。現実世界とは比較にならないほど歴史が古いが社会は中世ヨーロッパを連想させる領邦国家である。人口は公表していないが慢性的な貴族同士の紛争により減少傾向にある。
ミルソーティア征服府
ミルソーティアの中央政府。強力な正規軍を持ち思想取締りや反乱には容赦しないが反抗しない限り貴族の領地経営や紛争に干渉しない。
また一部門である徴税局は強力な独自の軍を持ち逆らう相手には徹底的に殲滅する。その取立てにより近年、取り潰される貴族家が増加している。
黒い旋風
反征服府組織。＜大接触＞時に結成された。
護樹騎士団
貴族社会が生み出した義勇騎士団。本部は首都カーン従島西湾海岸地区にある要塞。貴族家からの寄付金によって運営されている。
元々は世界樹の秩序を維持するために活動していたが＜大接触＞後は、貴族の紛争を調停・鎮圧している。創立者はヴィオル・フォン・ヴァンクール。
創立2万年を数え、＜護樹騎士＞となることは貴族にとって征服府の一級官僚になる以上に名誉であるとされている。入団倍率は30倍以上。
黒兜師団
征服府の中枢部隊のひとつだが、イェヅツ公爵の私兵と化している。専門は暗殺や謀略。
徴税局
各地の貴族家から適正に税務徴収を行う部門。
貴族同士の紛争には基本的に介入しないが常に厳しい税務点検を行っており、僅かな不備があれば莫大な追徴課税を課す。
貴族家との武力紛争も辞さないため、強い兵力を有しており、蹂躙鬼も従えている。徴税局の一級官僚になれるのは上級貴族でもほんの一握りである。
＜紅警兵団＞
徴税軍の中枢部隊。ここの誘導連隊は蹂躙鬼運用に携わる部隊である。
イニュメーヌ
かつて人類に科学を与え次元回廊網で7つの地球を結んだ「人でないもの」。4000年前の＜大接触＞後、姿を消した。
真貴族
ミルソーティアの最上層に位置する支配者集団。イニュメーヌの遺した生命工学技術を独占し、自身をイニュメーヌに似た姿に改造した。
貴族
真貴族に次ぐミルソーティアの支配者層。下級である子爵、男爵は大量に存在し殊に男爵は金を積めば平民でも就くことができる。
これらを指導する地位にある伯爵から上級になり数も少なく次に公爵、最上位が侯爵（この世界では公爵よりも侯爵のほうが格上）である。
一級官僚
征服府の官僚で上流貴族のみが就けるが極めて難関である。ただし、リーボヴィッツ誘導官のように平民出身者も稀にいる。
巡礼
ミルソーティアの最下層の身分。建前では各地の寺院を巡る巡礼者だが実際には浮浪者と見なされている。
青界
ミルソーティアのかつての植民地だった多元宇宙に浮かぶ地球のひとつ。読み手のいる現実の世界にとても似ている。
緑界
エール・アンブラッゼ一号機の建造された工廠があり、＜螺旋の騎士＞が行くべき道がある。
螺旋
物語の根幹でいまだに多くの謎に包まれている。作品中でも血液から螺旋を所持しているかどうか判断できたりと「DNA」を思わせる。
伸びる樹の会
通称：会。幼年学校受験のための対策授業を施す貴族だけの特別会。受講には高額の謝礼金が必要な上、階級分けに厳しい。
ヌメラエントリ
正式にはヌメラエントリ次元移送システム。界悌樹の他の＜界＞へ行くのに必要な次元回廊を造り出すのに必要とされる。
＜大接触＞によって次元回廊網は寸断されてしまい、現在稼動実験中の第七ヌメラエントリを除き再稼動は不可能になっている。
生きた思惟粋
次元転移の演算に不可欠なもの。ノワールによると、イニュメーヌの持つ生命工学を継承したはずの真貴族ですら＜生きた思惟粋＞の神経細胞を無から造り出すことはできなかったため、現在のところ人間を材料としているようである。
蹂躙鬼
徴税艦隊が保持する切り札。〈壷〉に冷却保管されている怪物。御者（コシェ）の手で制御されている。
真貴族の手によって黄界から胚の段階でミルソーティアに連れてこられ、徴税軍の兵器として活用されている。
ほぼ無尽蔵のエネルギーを持ち、今まで守護騎で倒せた領主は存在しない。
御者（コシェ）
蹂躙鬼を制御することが出来る人間。
永い時を薬物等によって無理矢理生かされており、原型を保ってすらいない存在もいる。
レ島（通称：復誕島）
かつて栄えた無人島。イニュメーヌの医療施設があった。現在は地下迷宮で真貴族が復誕祭を行う儀式の場として活用している。
復誕祭
真貴族が寿命を延長するために10年に一度受ける体の全組織細胞の再生処置のこと。再生を受ける過程で『原始生物の状態』になるため、凶暴な怪物になる。

## 既刊一覧

### トクマ・ノベルズEdge
- 水月郁見（著）・鈴木理華（イラスト） 『護樹騎士団物語』 徳間書店トクマ・ノベルズEdge〉、既刊15巻（2012年2月現在）
  1. 「螺旋の騎士よ起て！」2005年4月発行、ISBN 4-19-850665-5
  2. 「アーマンディー・サッシェの熱風」2005年10月発行、ISBN 4-19-850680-9
  3. 「騎士団への道」2006年2月発行、ISBN 4-19-850696-5
  4. 「熱闘!入団競技会」2006年6月発行、ISBN 4-19-850705-8
  5. 「界梯樹のひみつ」2006年10月発行、ISBN 4-19-850721-X
  6. 「幼年学校候補生」2007年2月発行、ISBN 978-4-19-850736-7
  7. 「白銀の闘う姫 上」2007年11月発行、ISBN 978-4-19-850764-0
  8. 「白銀の闘う姫 下」2007年12月発行、ISBN 978-4-19-850767-1
  9. 「灼熱の真紅の翼」2008年5月発行、ISBN 978-4-19-850787-9
  10. 「夏休みの戦い」2008年11月発行、ISBN 978-4-19-850811-1
  11. 「燃える蹂躙鬼」2009年3月発行、ISBN 978-4-19-850821-0
  12. 「幼年学校編I」2009年10月発行、ISBN 978-4-19-850844-9
  13. 「幼年学校編II ビアンは大嫌い」2010年5月発行、ISBN 978-4-19-850863-0
  14. 「幼年学校編III 青い瞳と魔獣」2011年2月発行、ISBN 978-4-19-850880-7
  15. 「幼年学校編IV 金の兎を奪還せよ」2011年9月発行、ISBN 978-4-19-850896-8
  16. 「幼年学校編V 孤島の迷宮を暴け」2012年2月発行、ISBN 978-4-19-850904-0

### 徳間文庫
- 水月郁見（著）・鈴木理華（イラスト） 『護樹騎士団物語』 徳間書店〈徳間文庫〉、既刊5巻（2012年2月現在）
  1. 「螺旋の騎士よ起て！」2011年6月発行、ISBN 978-4-19-893385-2
  2. 「アーマンディー・サッシェの熱風」2011年7月発行、ISBN 978-4-19-893402-6
  3. 「騎士団への道」2011年9月発行、ISBN 978-4-19-893435-4
  4. 「熱闘！入団競技会」2011年11月発行、ISBN 978-4-19-893464-4
  5. 「界梯樹のひみつ」2012年2月発行、ISBN 978-4-19-893492-7
- 水月郁見（著）・鈴木理華（イラスト） 『護樹騎士団物語 外伝 ビアン13歳』 徳間書店〈徳間文庫〉、2011年6月発行、ISBN 978-4-19-893386-9

### 文芸社文庫
- 夏見正隆 『新・護樹騎士団物語』 文芸社〈文芸社文庫〉、既刊3巻（2019年6月15日現在）
  1. 「異世界のF35」2014年12月15日発売[1]、ISBN 978-4-286-16052-8
  2. 「ライトニングの女騎士」2015年4月15日発売[2]、ISBN 978-4-286-16414-4
  3. 「邂逅 螺旋の騎士」2019年6月15日発売[3]、ISBN 978-4-286-20988-3

## 関連作品
- イグドラジル -界梯樹- （GA文庫） - 本書の姉妹編。